# Aleksander Pawlak
Aleksander Pawlak, ps. Olek (ur. 22 grudnia 1907 w Gołotczyźnie, zm. 9 listopada 1969 w Warszawie) – polski działacz komunistyczny, z zawodu krawiec.

## Życiorys
Należał do Organizacji Młodzieży Towarzystwa Uniwersytetu Robotniczego w Ciechanowie, uczestniczył w strajku rolnym. W 1928 zamieszkał w Legionowie, gdzie wstąpił do KPP. Prowadził agitację wśród żołnierzy z miejscowego garnizonu. Od 1940 członek ZWW, od 1942 w PPR, członek Komitetu Dzielnicowego i współorganizator miejscowych struktur GL. Uczestnik akcji zbrojnych, aresztowany w 1943 i skazany na pobyt w obozie karnym. 4 marca 1945 powrócił do Legionowa i został wybrany sekretarzem Komitetu Gminnego, funkcję tę pełnił przez rok. Skierowany do Centralnej Szkoły PPR w Łodzi, po jej ukończeniu wstąpił do Milicji Obywatelskiej i był komendantem posterunku w Górze. Od 1949 członek PZPR. Odznaczony Krzyżem Oficerskim Orderu Odrodzenia Polski.
Pochowany na Cmentarzu Wojskowym na Powązkach w Warszawie (kw. A31, rząd 3, grób 2).